# مقاطعة خلف أباد
مقاطعة رامشير (بالفارسية: شهرستان رامشير) هي إحدى مقاطعات إيران وتقع في محافظة خوزستان. مدينة رامشير هي عاصمة هذه المقاطعة. حسب إحصاءات المركز الرسمي للإحصاءات الإيرانية في 2006 كان يسكن مقاطعة رامشير 49,238 شخص وكان عدد المساكن 9,296 مسكن. تنقسم هذه المقاطعة بلدتان: البلدة المركزية وبلدة مشراغة. للمقاطعة مدينة واحدة وهي رامشير.